# トップワン (スーパーマーケット)
株式会社トップワンは、愛知県江南市に本社を置き、愛知県内を中心に同名のスーパーマーケットを展開する企業。

## 概要
創業は1983年（昭和58年）「ディスカウントストアー タカダ」。現在の社名およびブランド名は、品揃え・価格・品質の3点について、それぞれ全てにおいてトップであるように目指して命名された。2008年（平成20年）10月4日より食品館本郷店において、「名古屋市におけるレジ袋削減に向けた取組に関する協定」に基づいて、レジ袋の無料配布を中止している。

## 営業拠点

### 本社
- 本社 - 愛知県江南市高屋町十六田[2]
- トップワン食肉加工センター - 愛知県西春日井郡豊山町青山[1]

### 各店舗
- トップワン江南店 - 愛知県江南市高屋町[1]
- トップワン岩倉店 - 愛知県岩倉市川井町[1]
- トップワン可児店 - 岐阜県可児市今渡[1]

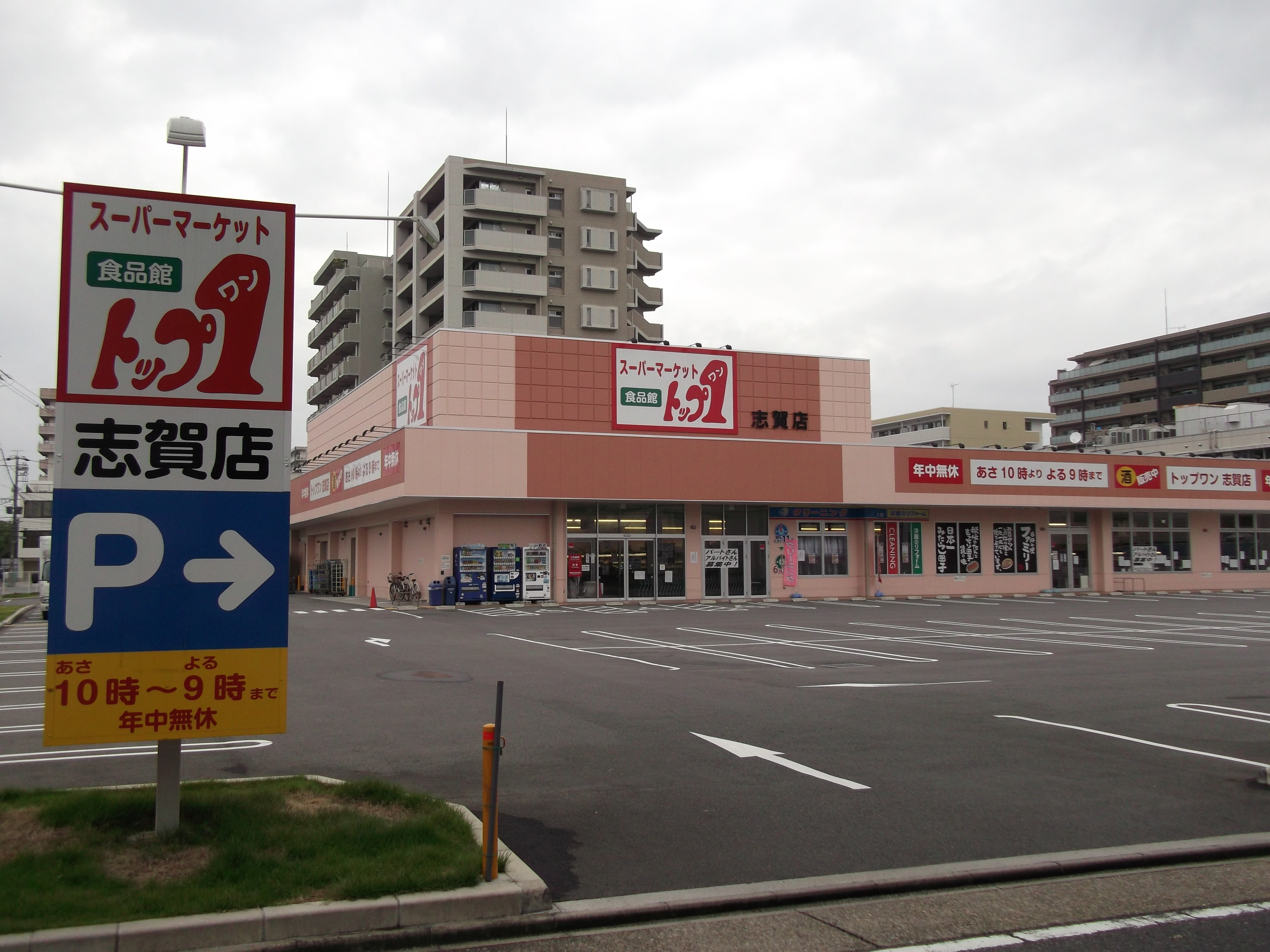
トップワン志賀店（2014年8月）

  - 2008年（平成20年）9月13日開店[4]。
- トップワン春日井店 - 愛知県春日井市篠木町[1]
  - 2011年（平成23年）12月15日開店[4]。
- トップワン志賀店 - 愛知県名古屋市北区水草町[1]
  - 2012年（平成24年）4月13日開店[4]。レジ袋有料配布実施店舗[5]。
- トップワン松葉公園店 - 愛知県名古屋市中川区好本町[1]
  - 2013年（平成25年）8月8日開店[4]。レジ袋有料配布実施店舗[5]。
- トップワン平針店 - 愛知県名古屋市天白区平針南[1]
  - 2013年（平成25年）12月6日開店[4]。レジ袋有料配布実施店舗[5]。
- 食品館本郷店 - 愛知県名古屋市名東区石が根町[1]
  - レジ袋有料配布実施店舗[5]。
- 食品館本地店 - 愛知県尾張旭市北本地ヶ原町[1]
  - 2008年（平成20年）8月1日開店[4]。